# Delio Rodríguez
Delio Rodríguez (ur. 19 kwietnia 1916 w Ponteareas; zm. 14 stycznia 1994 w Vigo) – hiszpański kolarz szosowy startujący wśród zawodowców w latach 1938–1949. Zwycięzca (1945) i trzeci kolarz (1947) Vuelta a España (zwycięzca 39 etapów).

## Najważniejsze zwycięstwa
- 1941 – etap w Vuelta a España
- 1942 – etap w Vuelta a España
- 1945 – sześć etapów i klasyfikacja generalna Vuelta a España
- 1946 – pięć etapów w Vuelta a España
- 1947 – osiem etapów w Vuelta a España